# Proces beatyfikacyjny Pawła VI

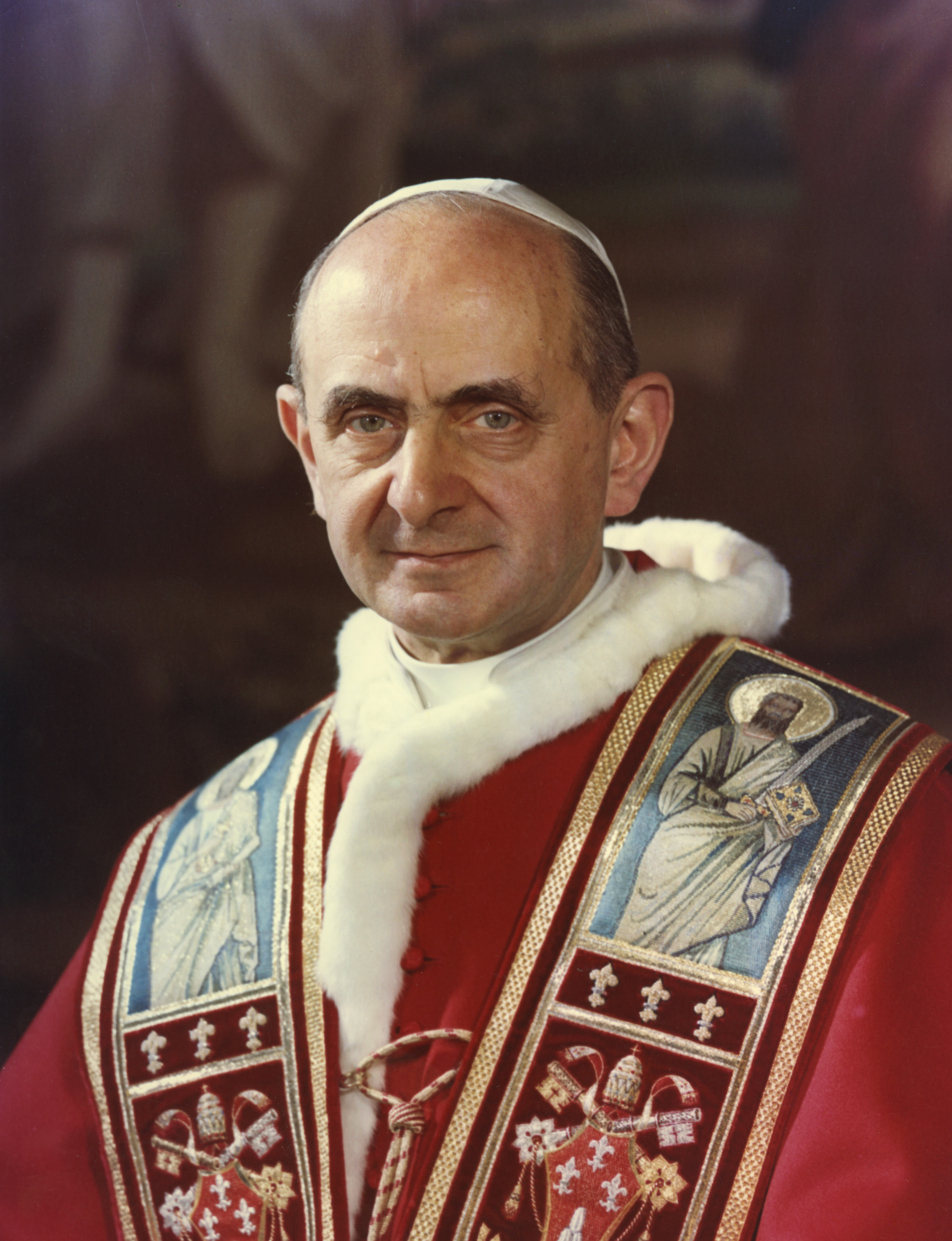
Papież Paweł VI

Proces beatyfikacyjny Pawła VI – rozpoczął się 11 maja 1993, a zakończył w 20 grudnia 2012 wydaniem dekretu o heroiczności cnót.

## Historia procesu
- 11 maja 1993 – papież Jan Paweł II ogłosił rozpoczęcie procesu beatyfikacyjnego Pawła VI[1].
- 18 marca 1999 – zakończenie fazy diecezjalnej procesu[1].
- 20 grudnia 2012 – papież Benedykt XVI promulgował dekret o heroiczności cnót papieża[2].
- 6 maja 2014 – komisja Kongregacji Spraw Kanonizacyjnych zaaprobowała cud za wstawiennictwem Pawła VI[3].
- 10 maja 2014 – papież Franciszek podpisał dekret o beatyfikacji papieża, która odbyła się 19 października 2014[4].

## Cud za wstawiennictwem Pawła VI
U młodej kobiety w ciąży lekarze stwierdzili poważne problemy z dzieckiem i ze względu na skutki dla mózgu, jakie w takich wypadkach występują, zaproponowali jej jako jedyne rozwiązanie terminację ciąży. Matka sprzeciwiła się jednak i postanowiła donosić poczęte dziecko do jego narodzin, ufając przy tym – jak sama przyznała – wstawiennictwu Pawła VI, który m.in. w 1968 r. ogłosił encyklikę „Humanae vitae”.
Dziecko urodziło się bez problemów, ale z ujawnieniem całej sprawy czekano kilkanaście lat, aż podrośnie, aby stwierdzić ostatecznie brak jakichkolwiek następstw problemów z okresu ciąży i tym samym móc potwierdzić cudowne wyzdrowienie.

## Beatyfikacja
Beatyfikacja Pawła VI odbyła się 19 października 2014, w dniu zakończenia III Nadzwyczajnego Zgromadzenia Synodu Biskupów poświęconego rodzinie. Mszy beatyfikacyjnej na Placu Świętego Piotra w Watykanie przewodniczył papież Franciszek przy koncelebrze emerytowanego papieża Benedykta XVI.

### Oficjalne delegacje, które przybyły na uroczystość
| Kraj     | Członkowie delegacji                                                                        |
| -------- | ------------------------------------------------------------------------------------------- |
| Angola   | - Minister spraw zagranicznych Angoli Georges Chikoti - Minister Kultury, Rosa Cruz e Silva |
| Tajwan   | - Minister spraw zagranicznych Tajwanu David Lin                                            |
| Zimbabwe | - prezydent Zimbabwe Robert Mugabe                                                          |

### Przebieg uroczystości

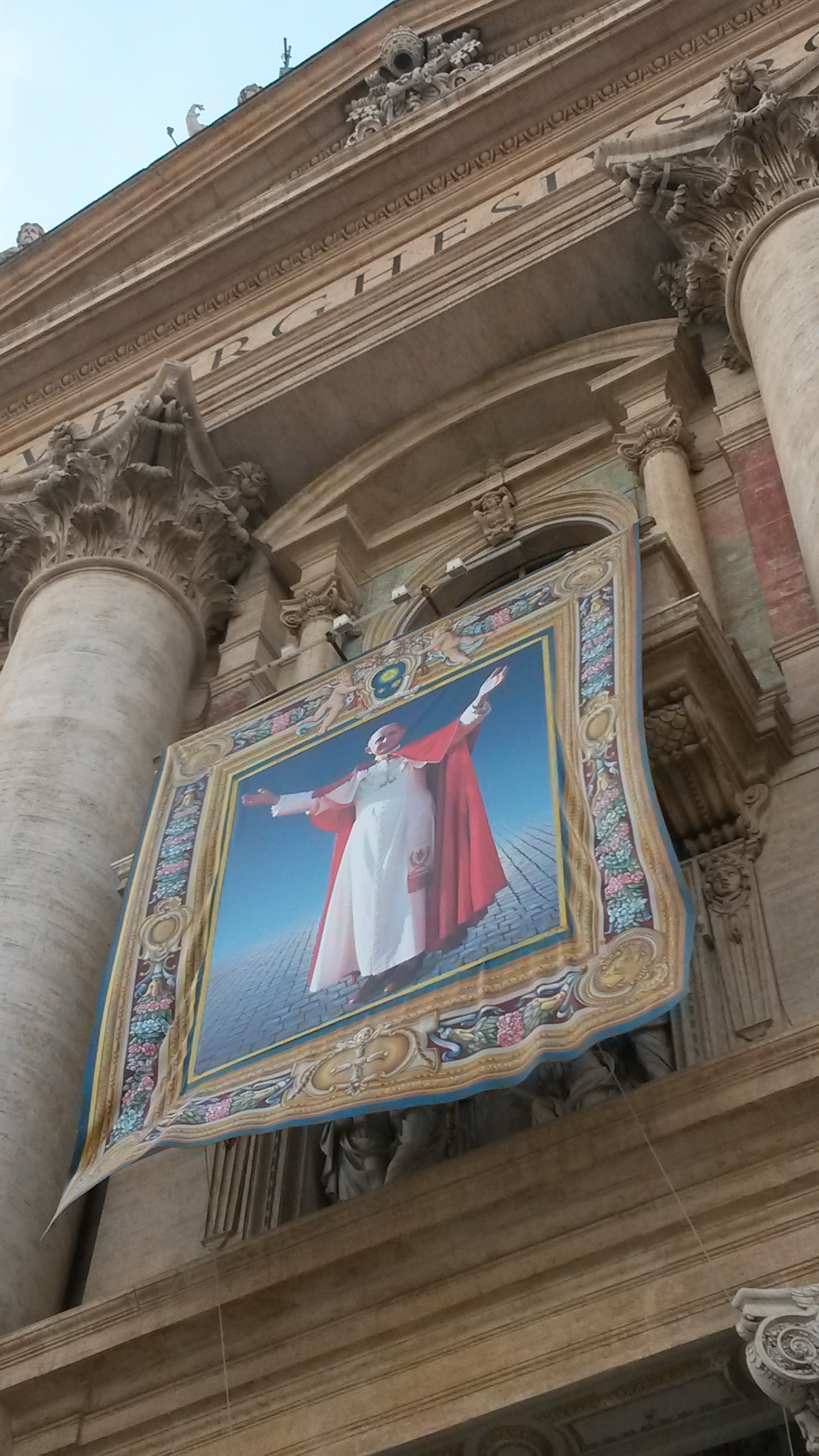
Portret beatyfikacyjny na fasadzie Bazyliki świętego Piotra

Uroczysta msza beatyfikacyjna papieża Pawła VI rozpoczęła się o godz. 10:30 na Placu św. Piotra procesją kardynałów i biskupów przy śpiewie hymnu na cześć Pawła VI – „In nomine Domini”. Po procesji papież Franciszek podszedł do emerytowanego papieża Benedykta XVI, z którym przywitał się, a wierni odpowiedzieli oklaskami.
Biskup Brescii Luciano Monari poprosił o dokonanie beatyfikacji Sługi Bożego Pawła VI słowami: „Ojcze Święty, ja biskup Brescii pokornie proszę Waszą Świątobliwość o wpisanie w poczet błogosławionych czcigodnego Sługi Bożego Pawła VI, papieża”. Następnie postulator procesu beatyfikacyjnego ks. Antonio Marrazzo odczytał biografię kandydata na ołtarze.
Po jej wysłuchaniu papież Franciszek orzekł: „Przyjmując pragnienie naszego brata, biskupa Luciana Monariego, ordynariusza Brescii, a także wielu innych współbraci w biskupstwie i wiernych, po zasięgnięciu opinii Kongregacji Spraw Kanonizacyjnych, naszą władzą apostolską zezwalamy, by czcigodny Sługa Boży Paweł VI, papież, od tej pory nazywany był błogosławionym, a jego święto niech będzie obchodzone zgodnie z zasadami prawa 26 września każdego roku”.
Po wygłoszeniu tej formuły na fasadzie Bazyliki Świętego Piotra odsłonięty został, wśród oklasków wiernych, portret papieża Montiniego z otwartymi ramionami na tle błękitnego nieba. Następnie wniesiono relikwie błogosławionego w postaci krwi na ubraniu, które papież miał w chwili zamachu na niego, w Manili na Filipinach w 1970 r. Odśpiewano przy tym słowa Psalmu 33 – „Radośnie wołajcie i śpiewajcie na cześć Pana”.
Po liturgii słowa papież wygłosił homilię, w której przypomniał, że nowy błogosławiony ustanowił instytucję synodu i podziękował mu następującymi słowami: „W odniesieniu do tego wielkiego Papieża, odważnego chrześcijanina, niestrudzonego apostoła, przed Bogiem możemy dziś tylko wypowiedzieć słowo tak proste, a jednocześnie szczere i ważne: dziękuję! Dziękujemy nasz drogi i umiłowany papieżu Pawle VI! Dziękujemy za Twoje pokorne i prorocze świadectwo miłości do Chrystusa i Jego Kościoła! Wierni zgromadzeni na placu zareagowali brawami wyrażając swoje podziękowania. Franciszek dodał, że w pokorze Pawła VI jaśnieje jego wielkość: „Kiedy zarysowywało się społeczeństwo zlaicyzowane i wrogie, potrafił kierować z dalekowzroczną mądrością, a czasem w samotności, sterem łodzi Piotrowej, nigdy nie tracąc radości i ufności w Panu”. Papież podkreślił też, cytując Homilię z Rytu Koronacji: Insegnamenti I z 1963 r., że błogosławiony Paweł VI poświęcił całe swoje życie „zadaniu świętemu, uroczystemu i niezwykle poważnemu: temu, aby kontynuować w czasie i krzewić na ziemi misję Chrystusa”, miłując Kościół i prowadząc go, aby był równocześnie „oddaną dla całej społeczności ludzkiej matką i rozdawcą zbawienia”, cytując słowa błogosławionego ze wstępu do encykliki Ecclesiam suam.
Mszę świętą wraz z papieżem koncelebrowali ojcowie III Nadzwyczajnego Zgromadzenia Ogólnego Synodu Biskupów. Wśród zgromadzonych na Placu św. Piotra było ok. 5 tys. wiernych z Brescii – rodzinnej diecezji papieża Montiniego.